# Agustín Ubieto Arteta
Agustín Ubieto Arteta (Castejón, Navarra, 1938) es un historiador y medievalista español, hermano y discípulo del también historiador Antonio Ubieto Arteta. Fue Director del Consejo Escolar de Aragón, Director del Instituto de Ciencias de la Educación, Profesor de Didáctica de las Ciencias Sociales y Vicerrector de la Universidad de Zaragoza (1998-2001). Asimismo, fue miembro del Consejo de Administración del Real Zaragoza. 

## Premios
A lo largo de su carrera docente y científica ha sido galardonado con diversos premios y distinciones, que detallamos a continuación:
-Premio Extraordinario de Licenciatura
-Premio Extraordinario de Doctorado
-Encomienda con Placa de la Orden de Alfonso X el Sabio
-Caballero Cadete Honorífico de la Academia General Militar
-Caballero de Montalbán (Teruel)
-Cruz al Mérito Militar de Primera Clase con distintivo blanco
-Premio ‘Exaltación de los valores riojanos’
-Premio ‘Búho 98’ de la Asociación Aragonesa de Amigos del Libro
-Premio Valero, año 2002, por su trayectoria de investigación y difusión de la Historia de Aragón.

## Obra
- 1972: Toponimia aragonesa medieval.
- 1976: Un obituario calahorrano del siglo XV.
- 1978: Notas sobre el patrimonio calceatense en los siglos XII y XIII.
- 1987: Los Mapas históricos: análisis y comentario.
- 1988: El Entorno, lo que nos rodea, como fuente histórica y materia de estudio.
- 1991: Aragón, comunidad histórica (atlas didáctico-histórico).
- 1994: Aragón: territorio, evolución histórica y sociedad.
- 1997: Vicisitudes históricas del cenobio sijenense.
- 1998: Leyendas para una historia paralela del Aragón medieval.
- 1999: Los monasterios medievales de Aragón. Función histórica.
- 1999: El Monasterio dúplice de Sigena.
- 2001: El largo camino hacia las comarcas en Aragón: (aproximación didáctica).
- 2005: Cómo se formó Aragón
- 2007: Propuesta metodológica y didáctica para el estudio del patrimonio.
- 2007: Lecturas para comprender Aragón 2.